# Château des comtes de Comminges de Bramevaque
Le château des comtes de Comminges est un château français implanté sur la commune de Bramevaque dans le département des Hautes-Pyrénées, en région Occitanie.
Il fait l'objet d'une protection au titre des monuments historiques.

## Présentation
Le château des comtes de Comminges se situe en Barousse, à l'extrémité est du département des Hautes-Pyrénées, à environ 150 mètres au sud du village de Bramevaque, sur un promontoire. Si le donjon a encore fière allure, l'enceinte et la chapelle sont à l'état de ruines.

## Histoire
Le château a été bâti aux XIIe et XIIIe siècles.
Ses ruines (donjon, enceinte et chapelle) sont inscrites au titre des monuments historiques depuis le 13 décembre 1950.

## Galerie

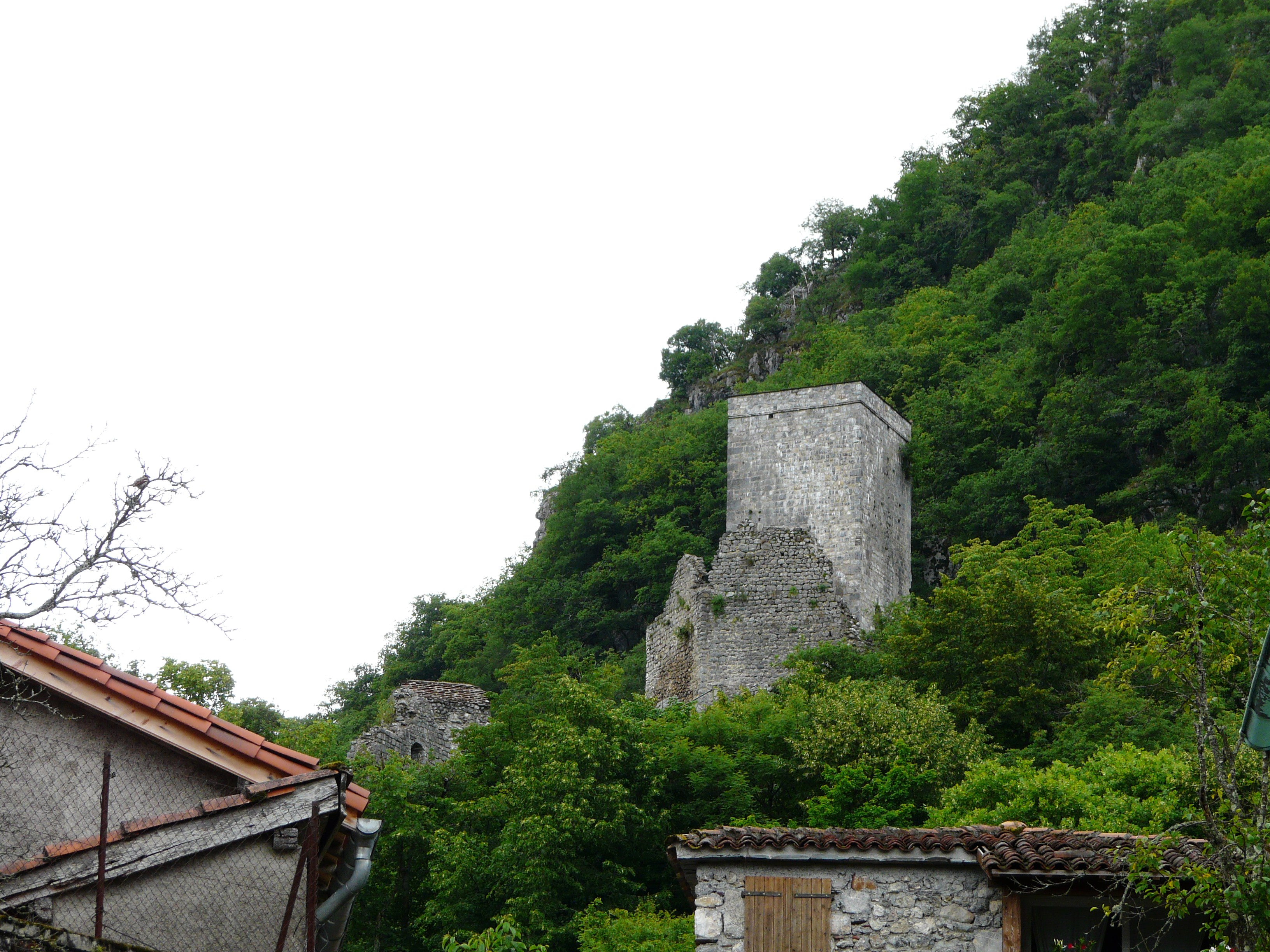
Le donjon vu depuis le village de Bramevaque.
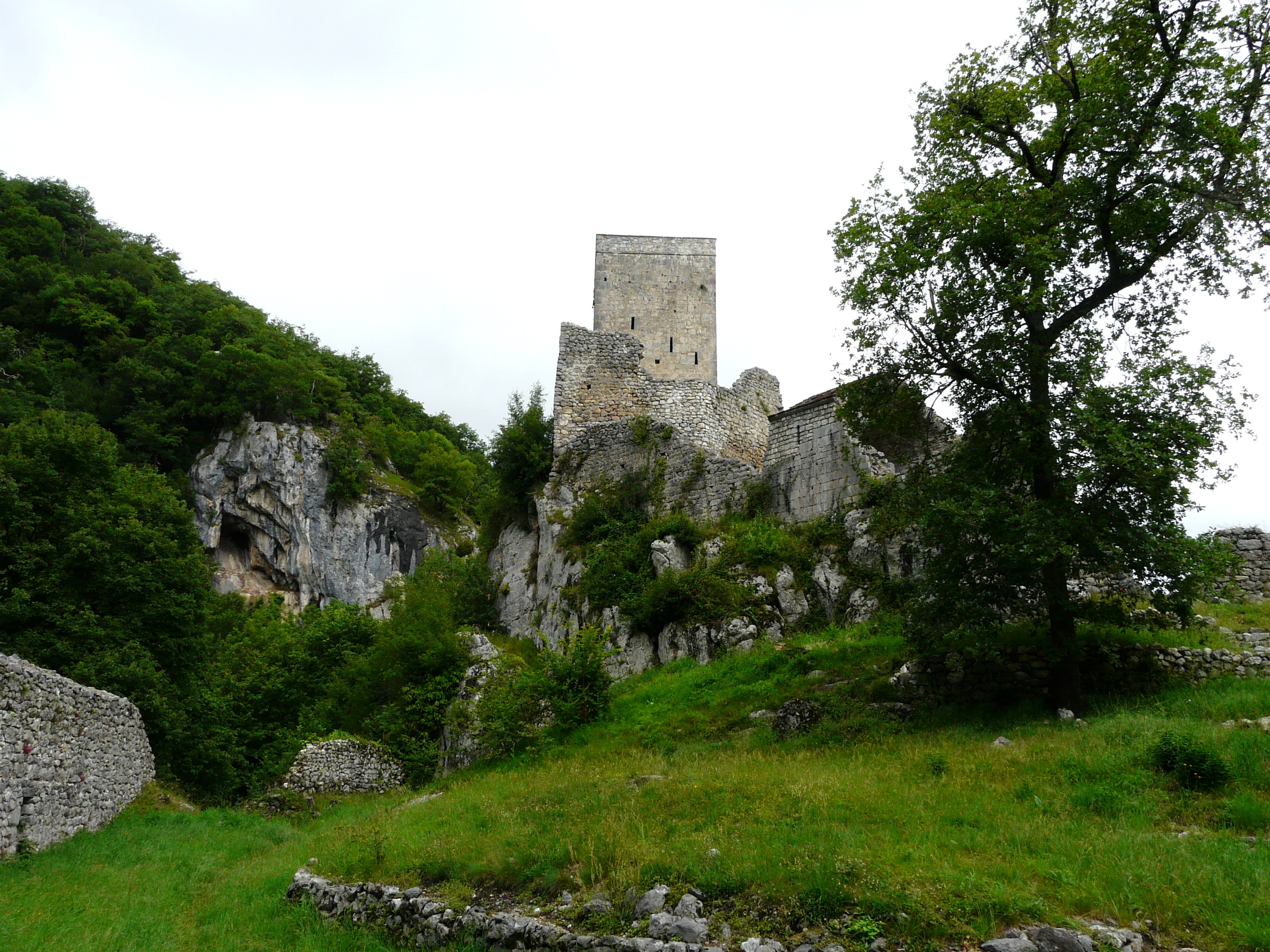
Les ruines.
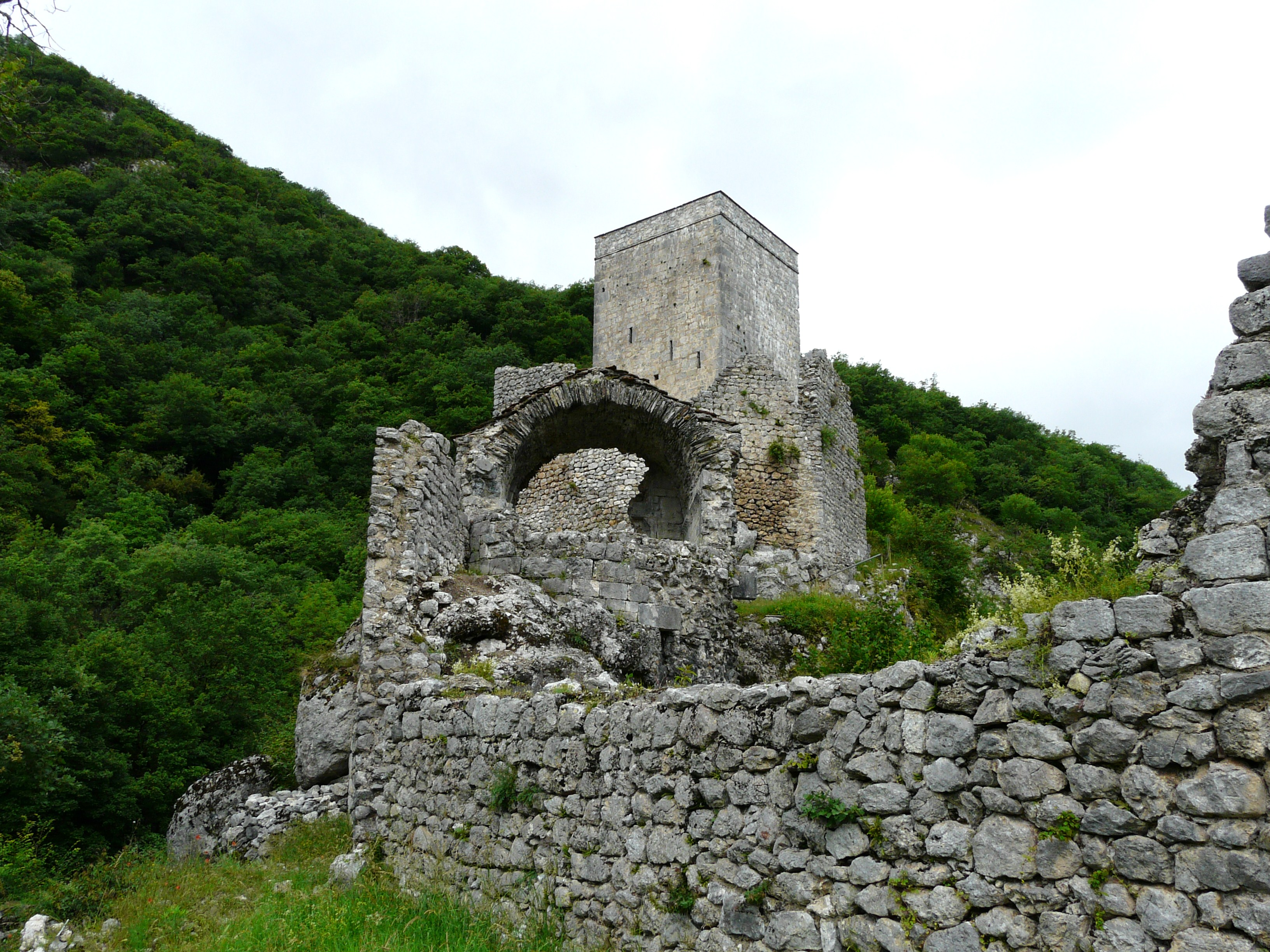
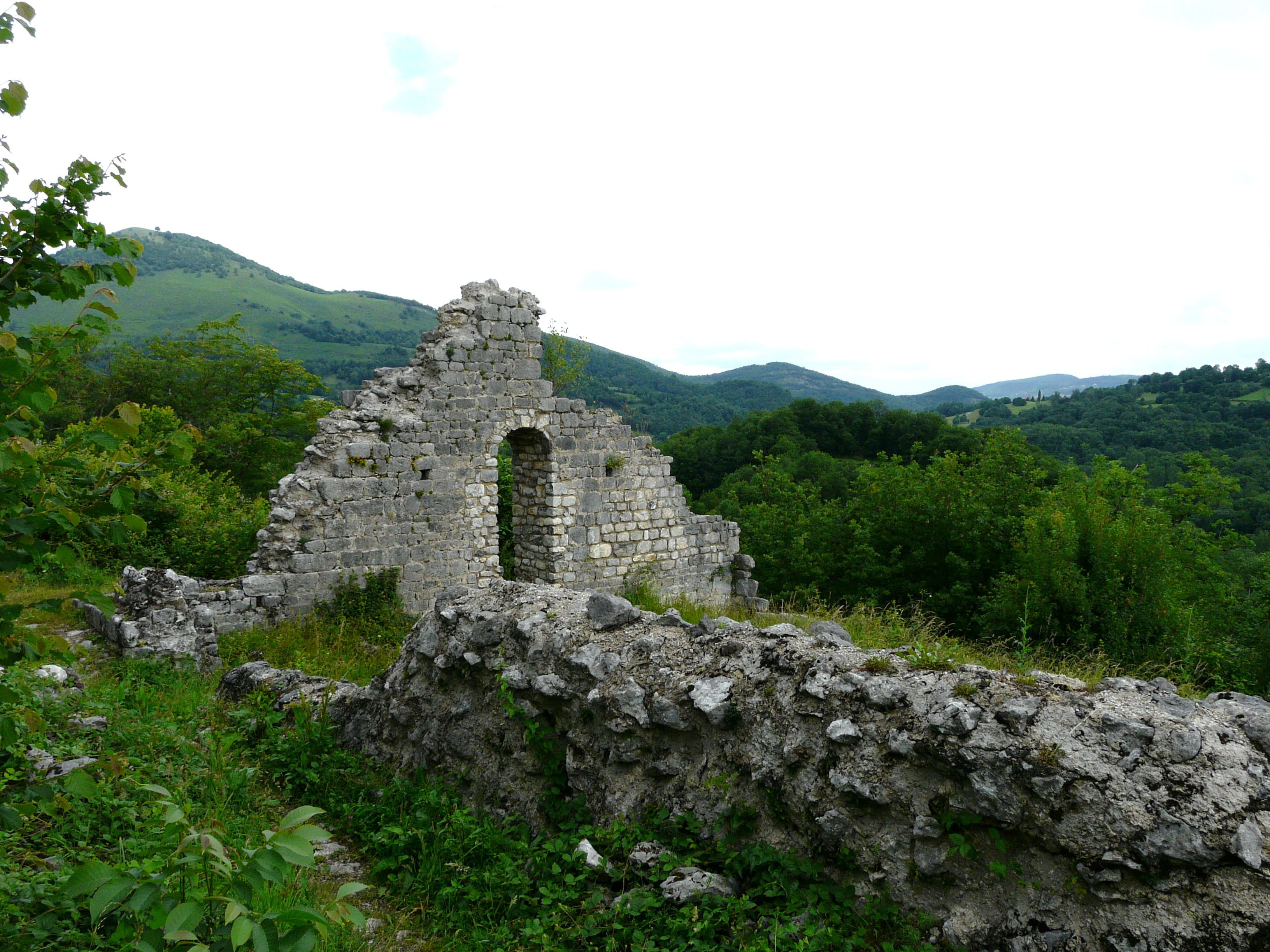
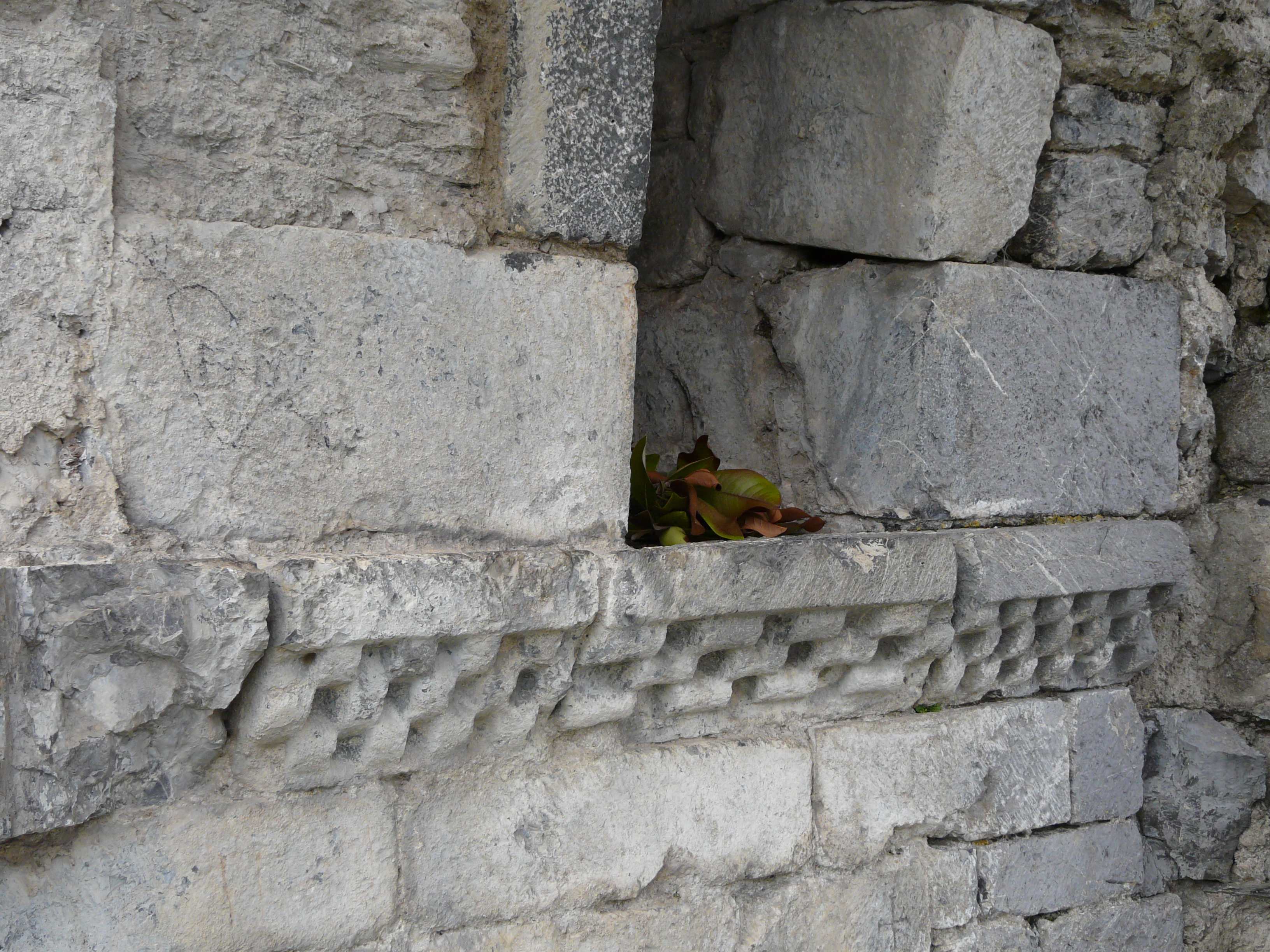
Une frise.
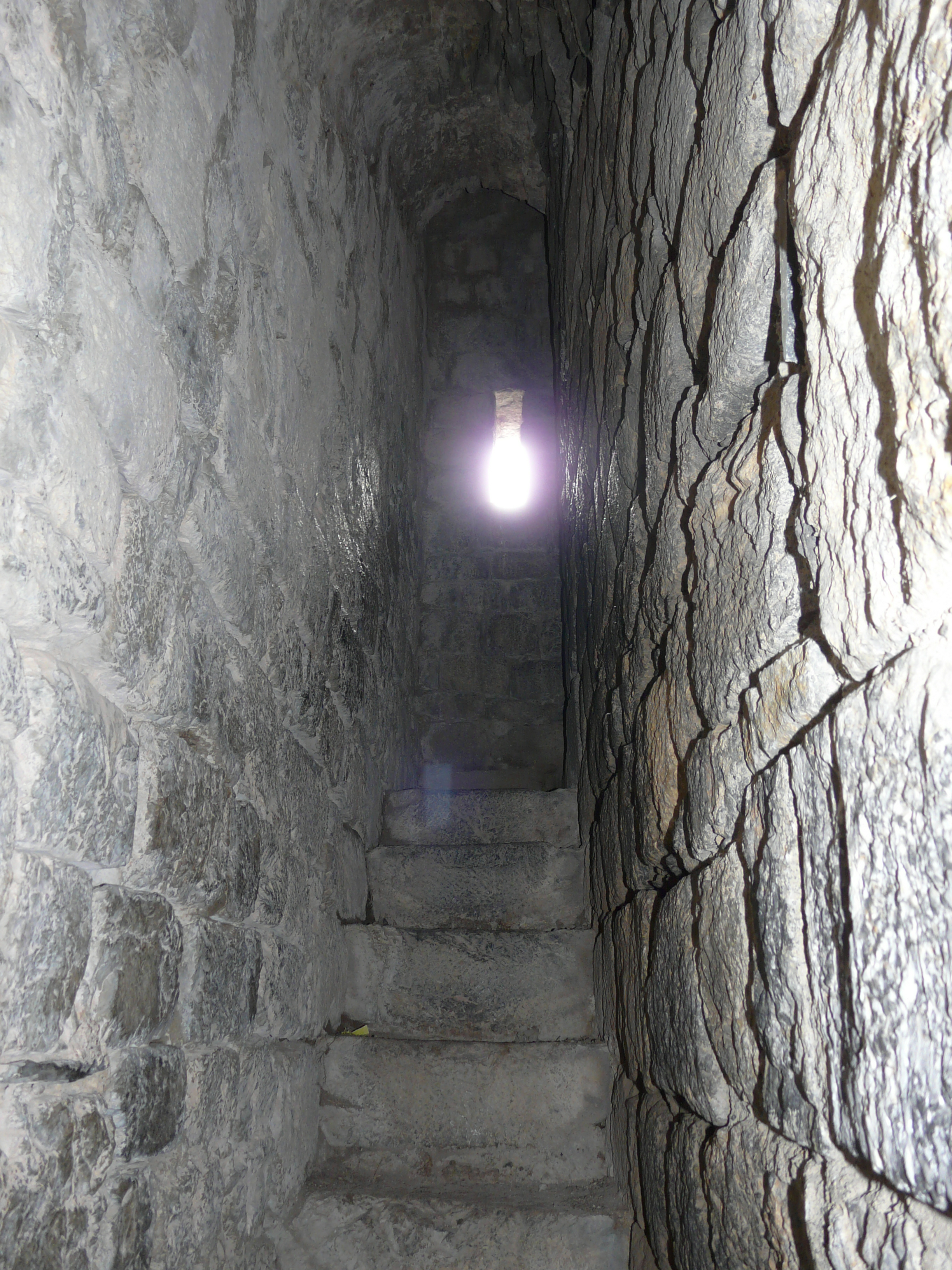
L'escalier du donjon.